# زیک رو
زیک رو (انگلیسی: Zeke Rowe؛ زادهٔ ۳۰ اکتبر ۱۹۷۳) بازیکن فوتبال اهل بریتانیا است.
از باشگاه‌هایی که در آن بازی کرده‌است می‌توان به باشگاه فوتبال کترینگ تاون، باشگاه فوتبال پیتربورو یونایتد، باشگاه فوتبال چلسی، باشگاه فوتبال دونکستر راورز، باشگاه فوتبال ولینگ یونایتد، باشگاه فوتبال بارنت، و باشگاه فوتبال برایتون اند هوو آلبیون اشاره کرد.